# Монтіроне
Монтіроне (італ. Montirone) — муніципалітет в Італії, у регіоні Ломбардія, провінція Брешія.
Монтіроне розташоване на відстані близько 440 км на північний захід від Рима, 85 км на схід від Мілана, 8 км на південь від Брешії.
Населення — 5211 осіб (2014).
Щорічний фестиваль відбувається 10 серпня. Покровитель — святий мученик Лаврентій.

## Демографія
Населення за роками:

Станом на 1 січня 2023 року в муніципалітеті офіційно проживав 401 іноземець з 36 країн, серед них 113 громадян країн Євросоюзу та 19 громадян України.

## Сусідні муніципалітети
- Баньйоло-Мелла
- Боргозатолло
- Геді
- Понкарале